# Abraxas semilugens
Abraxas semilugens là một loài bướm đêm trong họ Geometridae.